# Chilliwack
Chilliwack, jedna od plemenskih skupina Stalo Indijanaca s rijeke Chilliwack u kanadskoj provinciji Britanska Kolumbija. Swanton navodi da su izvorno govorili jezikom nooksack, što bi značilo da po porijeklu ne pripadaju u Cowichane, ali su ove obje skupine salishanske.
Populacija Chilliwacka iznosila je 313 (1902). Prema antropologu Hill-Toutu naselja su im bila: Atselits, Chiaktel, Kokaia, Shlalki, Siraialo, Skaukel, Skway, Skwealets, Stlep, Thaltelich, Tsoowahlie i Yukweakwioose.